# 무변 그래프

6개의 꼭짓점을 갖는 무변 그래프

그래프 이론에서 무변 그래프(無邊graph, 영어: edgeless graph)는 꼭짓점을 가질 수 있지만, 변을 가지지 않는 그래프이다.

## 정의
그래프 {\displaystyle \Gamma }에 대하여 다음 조건들이 서로 동치이며, 이를 만족시키는 그래프를 무변 그래프라고 한다.
- {\displaystyle \operatorname {E} (\Gamma )=\varnothing }이다. 즉, 변을 갖지 않는다.
- {\displaystyle \Gamma }의 (CW 복합체로서의) 위상은 이산 공간이다.
- {\displaystyle \Gamma }의 변 색칠수는 0이다.
- {\displaystyle \Gamma }의 여 그래프는 완전 그래프이다.
- 모든 경로의 길이는 0이다.
- 모든 연결 성분은 하나의 꼭짓점을 갖는다.
- 0-정규 그래프이다.

꼭짓점이 {\displaystyle n}개인 무변 그래프는 완전 그래프 {\displaystyle K_{n}}의 여 그래프이므로, {\displaystyle {\bar {K}}_{n}}으로 표기될 수 있다.
특히, 꼭짓점이 0개인 무변 그래프 {\displaystyle {\bar {K}}_{0}=K_{0}}는 공 그래프(空graph, 영어: empty graph)라고 한다. {\displaystyle {\bar {K}}_{1}=K_{1}}은 한원소 그래프(영어: singleton graph)이다.

## 성질
무변 그래프의 여 그래프는 (같은 수의 꼭짓점을 갖는) 완전 그래프이다.
완전 그래프가 무변 그래프인 경우는 {\displaystyle K_{0}} 및 {\displaystyle K_{1}} 밖에 없다.

## 분류
무변 그래프는 그 꼭짓점의 수에 따라 분류된다. 즉, 각 기수 {\displaystyle \kappa }에 대하여, {\displaystyle \kappa }개의 꼭짓점을 갖는 무변 그래프 {\displaystyle {\bar {K}}_{\kappa }}가 존재하며, 동형 아래 유일하다.

## 같이 보기
- 그래프 이론 용어
- 순환 그래프
- 경로 그래프